# Władcy średniowiecznego Egiptu

## Emirowie z dynastiiTulunidów
- Ahmad Ibn Tulun 868-884
- Chumarawajh 884-896
- Dżajsz Ibn Chumarawajh 896
- Harun Ibn Chumarawajh 896-904
- Szajban 904-905
- Bezpośrednie panowanie Abbasydów 905-935

## Emirowie z dynastiiIchszydydów
- Muhammad Ibn Tughdż 935-946
- Abu al-Kasim Unudżur 946-960
- Abu al-Hasan Ali 960-966
- Abu al-Misk Kafur 966-968
- Abu al-Fawaris Ahmad 968-969

## Kalifowie z dynastiiFatymidów
- Ma’add al-Mu’izz li-Din Allah (953-975) (od podboju Egiptu w 969 roku)
- Nizar al-Aziz bi-Allah (975-996)
- Husajn al-Hakim bi-Amr Allah (996–1021)
- Ali az-Zahir (1021–1036)
- Ma’add al-Mustansir bi-Allah (1036–1094)
- Ahmad al-Musta’li bi-Allah (1094–1101)
- Al-Amir bi-Ahkam Allah (1101–1130)
- Abd al-Madżid Al-Hafiz li-Din Allah (1130–1149) (do roku 1132 jako regent)
- Az-Zafir (1149–1154)
- Al-Fa’iz (1154–1160)
- Al-Adid li-Din Allah (1160–1171)

## Sułtani z dynastiiAjjubidów
- Saladyn 1171–1193
- Al-Aziz Usman 1193–1198
- Al-Mansur Muhammad 1198–1199
- Al-Adil Sajf ad-Din 1199–1218
- Al-Kamil Muhammad 1218–1238
- Al-Adil Abu Bakr 1238–1240
- As-Salih Ajjub 1240–1249
- Al-Mu’azzam Turan Szah 1249–1250

## Sułtani zdynastii Mameluków

### Bahryci
- Szadżar ad-Durr (1250)
- Al-Mu’izz Ajbak 1250–1257
- Al-Mansur Ali 1257–1259
- Al-Muzaffar Kutuz 1259–1260
- Az-Zahir Bajbars 1260–1277
- As-Sa’id Baraka Chan 1277–1279
- Al-Adil Salamisz 1279
- Al-Mansur Kalawun 1279–1290
- Al-Aszraf Chalil 1290–1293
- An-Nasir Muhammad 1293–1294 (po raz pierwszy)
- Al-Adil Kitbuga 1294–1296
- Al-Mansur Ladżin 1296–1299
- An-Nasir Muhammad 1299–1309 (po raz drugi)
- Al-Muzaffar Bajbars 1309–1310
- An-Nasir Muhammad 1310–1341 (po raz trzeci)
- Al-Mansur Abu Bakr 1341
- Al-Aszraf Kudżuk 1341–1342
- An-Nasir Ahmad 1342
- As-Salih Isma’il 1342–1345
- Al-Kamil Szaban 1345–1346
- Al-Muzaffar Hadżdżi 1346–1347
- An-Nasir Hasan 1347–1351 (po raz pierwszy)
- As-Salih Salih 1351–1354
- An-Nasir Hasan 1354–1361 (po raz drugi)
- Al-Mansur Muhammad 1361–1363
- Al-Aszraf Szaban 1363–1377
- Al-Mansur Ali 1377–1381
- As-Salih al-Mansur Hadżdżi 1381–1382 (po raz pierwszy)

### Burdżyci
- Az-Zahir Barkuk 1382–1389 (po raz pierwszy)
- As-Salih al-Mansur Hadżdżi 1389–1390 (po raz drugi) (Bahryta)
- Az-Zahir Barkuk 1390–1399 (po raz drugi)
- An-Nasir Faradż 1399–1405 (po raz pierwszy)
- Al-Mansur Abd-al-Aziz 1405
- An-Nasir Faradż 1405–1412 (po raz drugi)
- Al-Musta’in 1412 (abbasydzki kalif w Kairze, ogłoszony sułtanem)
- Al-Mu’ajjad Szajch 1412–1421
- Al-Muzaffar Ahmad 1421
- Az-Zahir Tatar 1421
- As-Salih Muhammad 1421–1422
- Al-Aszraf Barsbaj 1422–1437
- Al-Aziz Jusuf 1437–1438
- Az-Zahir Czakmak 1438–1453
- Al-Mansur Usman 1453
- Al-Aszraf Inal 1453–1461
- Al-Mu’ajjad Ahmad 1461
- Az-Zahir Chuszkadan 1461–1467
- Az-Zahir Jalbaj 1467
- Az-Zahir Timurbugha 1467–1468
- Al-Aszraf Ka’itbaj 1468–1496
- An-Nasir Muhammad II 1496–1498
- Az-Zahir Kansuh 1498–1500
- Al-Aszraf Dżanpulat 1500–1501
- Al-Adil Tumanbaj 1501
- Al-Aszraf Kansuh al-Ghauri 1501–1516
- Al-Aszraf Tumanbaj 1516